# قرار مجلس الأمن التابع للأمم المتحدة رقم 1890
قرار مجلس الأمن التابع للأمم المتحدة رقم 1890 المتخذ بالإجماع في 8 أكتوبر 2009.

## القرار
في معرض الإعراب عن قلقه الشديد إزاء زيادة العنف والإجرام في أفغانستان، مدد مجلس الأمن اليوم ولاية القوة الدولية للمساعدة الأمنية (إيساف) لمدة 12 شهرا بعد 13 تشرين الأول / أكتوبر 2009.
وبما أن أعضاء المجلس اتخذوا بالإجماع القرار 1890 (2009)، فقد دعا المجلس الدول الأعضاء إلى المساهمة بالأفراد والمعدات والموارد الأخرى من أجل تمكين القوة الدولية من مواجهة تحديات الأمن. وشدد على أهمية تعزيز قطاع الأمن الأفغاني للسماح له بإرساء سيادة القانون في جميع أنحاء البلاد، وشجع القوة الدولية والشركاء الآخرين على دعم التوسع المخطط للجيش الوطني الأفغاني والشرطة الوطنية الأفغانية.

## روابط خارجية
- نص القرار في undocs.org